# Official Aotearoa Music Charts
El Official Aotearoa Music Charts (anteriormente llamado el Official New Zealand Music Chart) es una lista musical de 40 sencillos y álbumes publicada semanalmente por la Recorded Music NZ (anteriormente llamada Recording Industry Association of New Zealand). La lista también incluye los 20 mejores sencillos y álbumes de artistas de Nueva Zelanda y los 10 mejores álbumes recopilatorios. Todos los gráficos se compilan a partir de datos de ventas físicas y digitales de minoristas de música en Nueva Zelanda.

## Metodología
La lista de sencillos contiene los datos de ventas y streamings de las canciones. En junio de 2014 se anunció que la tabla también incluiría streamings; esto entró en vigencia desde la lista publicada el 7 y 10 de noviembre de 2014. Anteriormente, el airplay también se incluía en la metodología del listado.

## Historia
Antes de 1975, las listas musicales de Nueva Zelanda habían sido compilado por revistas, tiendas de discos y estaciones de radio de manera adecuada. Esto a menudo ocurría a tiempos diferentes que hacían compleja la recopilación de datos, incluso cuando en ese entonces solo se compilaba datos de sencillos.
Desde mayo de 1975 hasta 2024, la Recording Industry Association of New Zealand también publicaba una lista nacional anual de sencillos y álbumes publicados en Nueva Zelanda. Las posiciones eran premiadas con un sistema de puntuación simple por lo que un número uno en una semana obtenía 50 puntos, un número dos obtenía 49 puntos y así sucesivamente, y luego se sumaban todas las semanas. Sin embargo, desde 2004 en adelante, las canciones en las listas anuales son posicionadas en función de la cantidad de ventas de ese año.
Desde abril de 2007 a octubre de 2011, las listas eran mostradas y archivadas en el sitio web radioscope.net.nz, que incluía trece listas diferentes, destacando a RadioScope100 y NZ40 Airplay Chart. En noviembre de 2011, la RIANZ lanzó un sitio web actualizado. El nuevo sitio web también ofrece la capacidad de escuchar un avance de las canciones, ver videoclips y comprar pistas y álbumes.
El 19 de junio de 2021, una nueva lista comenzó a ser publicada con el top 10 de canciones en idioma maorí, para canciones con al menos el 70 % de voces en maorí.
El Official New Zealand Music Chart fue renombrado en octubre de 2024, pasándose a llamar el Official Aotearoa Music Charts.

## Listas

### Listas principales
- Top 40 Singles Chart
- Top 40 Albums Chart
- Top 20 Aotearoa Singles Chart
- Top 20 Aotearoa Albums Chart
- Top 10 Te Reo Māori Singles Chart

### Listas Hot
Las listas Hot muestran los sencillos con el mayor crecimiento semanal. Incorporan datos de airplay, ventas y streaming.
- Hot 40 Singles Chart
- Hot 20 Aotearoa Singles Chart

### Listas de catálogo
Las listas de catálogo incluyen álbumes y sencillos que pasaron más de 78 semanas (o 18 meses) en las listas principales. Después de que una grabación pase a una lista de catálogo no puede ser elegible para las listas principales. En caso de que un álbum contenga tanto nuevas grabaciones y grabaciones publicadas 36 meses antes del lanzamiento del álbum, el álbum necesita un 75 % de grabaciones nuevas para poder ser elegido en la Top 40 Albums Chart, sino será elegido para la Catalogue Albums Chart.
- Catalogue Singles Chart
- Catalogue Albums Chart
- Catalogue Aotearoa Singles Chart
- Catalogue Aotearoa Albums Chart

## Certificaciones
Desde junio de 2016, el método para determinar las certificaciones se cambió a un sistema basado en puntos basado en una combinación de ventas físicas, ventas digitales y streamigs en línea. Para los sencillos, 175 streams se consideran iguales a una venta. Para álbumes, se utiliza el sistema Stream Equivalent Album (SEA).
Un sencillo califica para la certificación de oro si supera los 15 000 puntos y la certificación de platino si supera los 30 000 puntos. Un álbum califica para la certificación de oro si supera los 7500 puntos y la certificación de platino si supera los 15,000 puntos. Para los DVD de música (anteriormente videos), una acreditación de oro representa 2500 copias vendidas, y para una acreditación de platino se necesitan 5000 unidades vendidas.
| Formato / producto | Oro    | Platino |
| ------------------ | ------ | ------- |
| Sencillos          | 15,000 | 30,000  |
| Álbumes            | 7,500  | 15,000  |
| DVD de música      | 2,500  | 5,000   |

## Récords en la lista

### Artistas con más éxitos número uno
Estos totales incluyen sencillos cuando el artista es "invitado", es decir, no es el artista principal.
 ‡  –  Las 14 listas de éxitos de los Beatles son anteriores a la lista oficial de música de Nueva Zelanda, que comenzó en mayo de 1975.
| Artista             | Número de sencillos número uno | Estancia más larga                                                           | Total de semanas en el número uno |
| ------------------- | ------------------------------ | ---------------------------------------------------------------------------- | --------------------------------- |
| The Beatles         | 14 ‡                           | «Hey Jude» (5 semanas)                                                       | 31                                |
| Justin Bieber       | 11                             | «Despacito (Remix)» (13 semanas)                                             | 61                                |
| Katy Perry          | 9                              | «Roar» (11 semanas)                                                          | 30                                |
| Michael Jackson     | 8                              | «Beat It», «Black or White» (5 semanas cada uno)                             | 28                                |
| U2                  | 8                              | «One Tree Hill» (6 semanas)                                                  | 23                                |
| Rihanna             | 8                              | «We Found Love» (9 semanas)                                                  | 33                                |
| Taylor Swift        | 8                              | «Shake It Off», «Look What You Made Me Do», «Anti-Hero» (2 semanas cada una) | 11                                |
| Mariah Carey        | 8                              | «I'll Be There», «Endless Love» (5 semanas cada uno)                         | 19                                |
| Eminem              | 7                              | «Without Me» (7 semanas)                                                     | 29                                |
| Akon                | 7                              | «Moonshine» (7 semanas)                                                      | 23                                |
| Bee Gees            | 7                              | «Tragedy» (6 semanas)                                                        | 17                                |
| Ariana Grande       | 7                              | «Thank U, Next» (6 semanas)                                                  | 20                                |
| Post Malone         | 7                              | «Rockstar» (8 semanas)                                                       | 16                                |
| Beyoncé             | 6                              | «Sweet Dreams», «Texas Hold 'Em» (3 semanas cada una)                        | 13                                |
| Chris Brown         | 6                              | «Forever» (8 semanas)                                                        | 26                                |
| The Black Eyed Peas | 6                              | «I Gotta Feeling» (9 semanas)                                                | 20                                |
| ABBA                | 6                              | «Fernando» (9 semanas)                                                       | 17                                |
| Kanye West          | 6                              | «Knock You Down» (6 semanas)                                                 | 16                                |

### Artistas neozelandeses con más éxitos número uno.
Estos totales incluyen sencillos cuando el artista es "invitado", es decir, no es el artista principal.
 †  – Incluye dúo o colaboración de dos artistas neozelandeses..
 ‡  –  incluye canciones cuyos lugares en las listas de éxitos son anteriores a la lista de música oficial de Nueva Zelanda que comenzó en mayo de 1975.
| Artista         | Número de sencillos número uno | Estancia más larga                                    | Total de semanas en el número uno |
| --------------- | ------------------------------ | ----------------------------------------------------- | --------------------------------- |
| Scribe          | 4                              | «Stand Up»/«Not Many» (12 semanas) †                  | 20                                |
| Lorde           | 4                              | «Royals» (3 semanas)                                  | 6                                 |
| John Rowles     | 3 ‡                            | "Tania" (4 semanas)                                   | 6                                 |
| Mr. Lee Grant   | 3 ‡                            | «Thanks To You» (3 semanas)                           | 6                                 |
| Deep Obsession  | 3                              | «Lost in Love», «One & Only» (2 semanas cada uno)     | 5                                 |
| Savage          | 3                              | «Moonshine» (7 semanas)                               | 17                                |
| Jon Stevens     | 2                              | «Jezebel» (5 semanas)                                 | 7                                 |
| Mark Williams   | 2                              | «It Doesn't Matter Anymore» (4 semanas)               | 7                                 |
| Stan Walker     | 2                              | «Black Box» (6 semanas) †                             | 7                                 |
| P-Money         | 2                              | «Stop the Music», «Everything» (3 semanas cada uno) † | 6                                 |
| 3 The Hard Way  | 2                              | «Hip Hop Holiday» (3 semanas)                         | 4                                 |
| Avalanche City  | 2                              | «Love Love Love» (3 semanas)                          | 4                                 |
| Ginny Blackmore | 2                              | "«Bones», «Holding You» (1 semana cada uno) †         | 2                                 |
| Tex Pistol      | 2                              | «Game of Love», «Nobody Else» (1 semana cada uno)     | 2                                 |

### Sencillos con más semanas en el número uno
Clave
 †  – Canción de origen neozelandés
Las canciones indicadas con un asterisco (*) pasaron semanas no consecutivas en el número uno
| Año       | Artista                                     | Canción                                      | Total de semanas en el número uno |
| --------- | ------------------------------------------- | -------------------------------------------- | --------------------------------- |
| 2014      | Pharrell Williams                           | «Happy»                                      | 15                                |
| 2025      | Alex Warren                                 | «Ordinary»                                   | 15                                |
| 1978      | Boney M.                                    | «Rivers of Babylon»                          | 14                                |
| 2016      | Drake con Wizkid y Kyla                     | «One Dance»                                  | 13                                |
| 2017      | Ed Sheeran                                  | «Shape of You» *                             | 13                                |
| 2017      | Luis Fonsi y Daddy Yankee con Justin Bieber | «Despacito (Remix)»                          | 13                                |
| 1975      | Freddy Fender                               | «Wasted Days and Wasted Nights»              | 12                                |
| 2003      | Scribe                                      | «Stand Up/Not Many»                          | 12                                |
| 1992      | Whitney Houston                             | «I Will Always Love You»                     | 11                                |
| 1993      | UB40                                        | «Can't Help Falling in Love»                 | 11                                |
| 2005      | Crazy Frog                                  | «Axel F» *                                   | 11                                |
| 2009      | Smashproof con Gin Wigmore                  | «Brother»                                    | 11                                |
| 2011      | LMFAO con. Lauren Bennett & GoonRock        | «Party Rock Anthem»                          | 11                                |
| 2013      | Robin Thicke con Pharrell Williams & T.I.   | «Blurred Lines»                              | 11                                |
| 2013      | Katy Perry                                  | «Roar»                                       | 11                                |
| 2021      | The Kid Laroi y Justin Bieber               | «Stay»                                       | 11                                |
| 2024/2025 | Rosé y Bruno Mars                           | «Apt.»                                       | 11                                |
| 1973      | Tony Orlando & Dawn                         | «Tie a Yellow Ribbon Round the Ole Oak Tree» | 10                                |
| 1976      | Pussycat                                    | «Mississippi»                                | 10                                |
| 2008      | Lady Gaga                                   | «Poker Face»                                 | 10                                |
| 2009/2010 | Stan Walker                                 | «Black Box»                                  | 10                                |
| 2015/2016 | Justin Bieber                               | «Love Yourself»                              | 10                                |
| 2023      | Doja Cat                                    | «Paint the Town Red»                         | 10                                |
| 1976      | ABBA                                        | «Fernando» *                                 | 9                                 |
| 1976      | Elton John y Kiki Dee                       | «Don't Go Breaking My Heart» *               | 9                                 |
| 1986      | All of Us                                   | «Sailing Away»                               | 9                                 |
| 1995      | Coolio con L.V.                             | «Gangsta's Paradise» *                       | 9                                 |
| 2002      | Avril Lavigne                               | «Complicated»                                | 9                                 |
| 2009      | The Black Eyed Peas                         | «I Gotta Feeling»                            | 9                                 |
| 2011      | Rihanna featuring Calvin Harris             | «We Found Love»                              | 9                                 |
| 2012/2013 | Macklemore & Ryan Lewis featuring Wanz -    | «Thrift Shop»                                | 9                                 |
| 2014/2015 | Mark Ronson con Bruno Mars                  | «Uptown Funk»                                | 9                                 |
| 2018      | Drake                                       | «God's Plan»                                 | 9                                 |
| 2019      | Tones and I                                 | «Dance Monkey»                               | 9                                 |
| 2022      | Luude con Colin Hay                         | «Down Under»                                 | 9                                 |
| 2023      | Dave y Central Cee                          | «Sprinter»                                   | 9                                 |
| 2024      | Lady Gaga y Bruno Mars                      | «Die with a Smile»                           | 9                                 |

1. ↑  La música grabada de Nueva Zelanda determina si una canción es de origen neozelandés o no.